# Estação Trocadéro
Trocadéro é uma estação das linhas 6 e 9 do Metrô de Paris, localizada no 16.º arrondissement de Paris.

## Localização
A estação da linha 6 está situada ao norte da place du Trocadéro-et-du-11-Novembre, no início da avenue Kléber. A estação da linha 9 está localizada a oeste da praça, no início da avenue Georges-Mandel.

## História
A estação foi aberta em 2 de outubro de 1900 como o terminal da linha "2 sud" constituída do trecho Étoile - Trocadéro da atual linha 6. A linha foi estendida de uma estação, de Trocadéro a Passy em 5 de novembro de 1903, depois até Place d'Italie em 24 de abril de 1906. Absorvida pela linha 5 em 17 de outubro de 1907, a linha efetuava em seguida o trajeto Étoile - Lancry (atual Jacques Bonsergent) até 15 de novembro de 1907, quando foi estendida de Lancry à Gare du Nord.
Em 8 de novembro de 1922, a estação da linha 9 foi aberta e foi o terminal de um trecho limitado do trajeto Exelmans - Trocadéro. O terminal foi movido para a estação Saint-Augustin em 27 de maio de 1923. A partir daí, a linha foi estendida de uma parte para outra, em várias etapas para efetuar seu terminal em Pont de Sèvres a oeste em 1934, e a Mairie de Montreuil a leste em 1937.
Em 6 de outubro de 1942, a linha 5 cedeu seu lugar à linha 6 que efetua então o trajeto Étoile - Nation, inalterado até hoje.
O nome da estação vem da place du Trocadéro-et-du-11-Novembre que deve o seu nome à Batalha do Trocadéro e que porta também o antigo palácio construído para a Exposição Universal de 1878 e que não existe mais.
Antes de 1914, a estação era equipada com uma das primeiras escadas rolantes que sobreviveram até 1959, com uma balaustrada de Joseph Cassien-Bernard, bem como no terrapleno central, de um acesso Guimard removido em 1936.
Durante a década de 1960, a estação da linha 6 foi renovada no estilo laranja "Mouton-Duvernet" e a da linha 9 no estilo "Andreu-Motte" verde no final da década de 1970. Em 2008, a estação da linha 6 perde esta decoração específica no âmbito do programa de renovação das estações chamado "Renouveau du métro".
Em 2011, 8 455 619 passageiros entraram nesta estação. Ela viu entrar 8 973 095 passageiros em 2013, o que a coloca na 24ª posição das estações de metrô por sua frequência.

## Serviços aos Passageiros

### Acesso
A estação tem seis acessos:
- Acesso 1: avenue Paul-Doumer, lado par;
- Acesso 2: avenue Paul-Doumer, lado ímpar;
- Acesso 3: avenue du Président Wilson;
- Acesso 4: avenue Kléber;
- Acesso 5: 1, avenue Raymond Poincaré;
- Acesso 6: avenue Georges-Mandel.

### Plataformas
As plataformas das duas linhas são de configuração padrão: duas plataformas laterais por ponto de parada, elas são separadas pelas vias do metrô, situadas no centro e a abóbada é elíptica.
A estação da linha 6 está decorado no estilo utilizado pela maioria das estações de metrô: as faixas de iluminação são brancas e arredondadas no estilo "Gaudin" da renovação do metrô da década de 2000, e as telhas em cerâmica branca biseladas recobrem os pés-direitos, os tímpanos e as oportunidades de corredores. A abóbada é revestido e pintado em branco. Os quadros publicitários são em cerâmica branca e o nome da estação é inscrito na fonte Parisine em placas esmaltadas. Os assentos são do estilo "Akiko" de cor verde.
As plataformas da linha 9 são organizadas no estilo "Andreu-Motte" com duas rampas luminosas verdes, bancos bem como os tímpanos e as saídas dos corredores tratados em telhas verdes planas e assentos "Motte" da mesma cor. Esta decoração é casada com telhas planas brancas aplicadas sobre os pés-direitos e a abóbada. As publicidades são desprovidas de quadros e o nome da estação é inscrito em fonte Parisine em placas esmaltadas. É uma das poucas estações a ter em totalidade o formato "Andreu-Motte".

### Intermodalidade
A estação é servida pelas linhas 22, 30, 32 e 63 da rede de ônibus RATP e, à noite, pela linha N53 da rede Noctilien bem como pelas linhas 1 e 2 da rede de ônibus de Ônibus Le Bus Direct entre Paris e os aeroportos de Orly e de Roissy-Charles-de-Gaulle.

## Pontos turísticos
- Centro Cultural Coreano
- Palais de Chaillot
- Théâtre national de Chaillot
- Museu do Homem
- Museu Nacional da Marinha
- Cité de l'architecture et du patrimoine
- Aquarium de Paris - Cinéaqua
- Jardins do Trocadéro
- Torre Eiffel
- Cemitério de Passy